# کوژیک اسید
کوژیک اسید (به انگلیسی: Kojic acid) با فرمول شیمیایی C۶H۶O۴ یک ترکیب شیمیایی با شناسه پاب‌کم ۳۸۴۰ است. که جرم مولی آن ۱۴۲٫۱۱ g/mol می‌باشد. شکل ظاهری این ترکیب، پودر قهوه ای مایل به زرد است.